# ラムペティエー
ラムペティエー、あるいはランペティエー（古希: Λαμπετίη、古代ギリシア語ラテン翻字: Lampetíē）は、ギリシア神話の女神あるいはニュムペーである。長母音 を省略してラムペティエ、ランペティエとも表記される。
- ヘーリオスの娘
- ヘーリアデスの1人
- アスクレーピオスの母

が知られている。以下に説明する。

## ヘーリオスの娘
このラムペティエーは、太陽神ヘーリオスとネアイラの娘で、パエトゥーサと姉妹。
ヘーリオスは不死の牛と羊の群を持っていたが、ラムペティエーとパエトゥーサはこれらの家畜をトリーナキエー島に移して世話をした。オデュッセウスは帰国の旅でトリーナキエー島にさしかかったとき島を通過しようとしたが、エウリュロコスをはじめ他の船員たちが反対したため上陸した。そして風を待つ間に食料が底を突いたとき、エウリュロコスたちはオデュッセウスが眠っているすきにヘーリオスの家畜を殺して食らった。ラムペティエーはこのことをヘーリオスに知らせ、ヘーリオスは怒ってゼウスに彼らを罰するよう訴えた。このためゼウスは彼らが出航すると雷で船団を撃った。

## ヘーリアデスの1人
このラムペティエーは、太陽神ヘーリオスとアイティオピアー王メロプスの妻クリュメネーとの間に生まれたヘーリアデスの1人で、パエトーンと兄弟。一説に母は河神アーソーポスの娘ロデーともいわれる。ラムペティエーはパエトーンが死んだときに他の姉妹たちとともにポプラの木に変じたという。

## アスクレーピオスの母
このラムペティエーは、一説にアスクレーピオスの母。